# Мировое потребление энергии

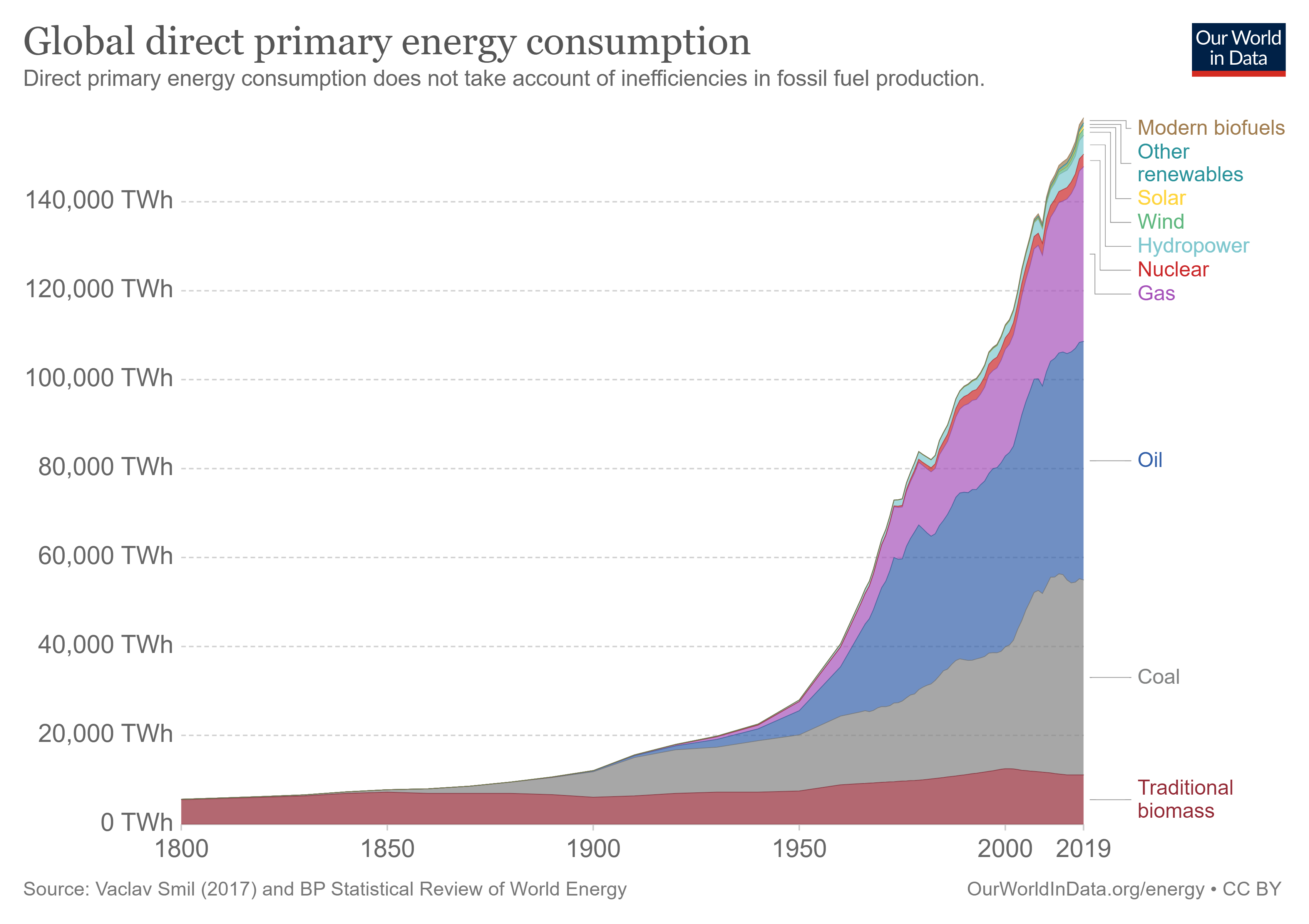
Мировой рост потребления энергии c 1800 по 2019 годы.

Ежегодное мировое производство электроэнергии (1980—2011).

Энергоёмкость различных экономик График показывает отношения энергопотребления к ВВП данных стран. Данные ВВП скорректированы по ППС 2004 года и инфляцию.

Мировое потребление энергии означает общее количество энергии, потребляемое человеческой цивилизацией.
Как правило, оно включает в себя всю энергию, извлекаемую из всех энергоресурсов и потребляемую человечеством во всех промышленных и потребительских секторах экономики в каждой стране. Будучи энергетической мерой цивилизации, мировое потребление энергии имеет серьёзное значение для социально-экономической и политической сфер человеческой цивилизации.
Такие учреждения, как Международное энергетическое агентство (IEA), U.S. Energy Information Administration (EIA) и Европейское агентство по окружающей среде (EEA), ведут учёт и периодически публикуют данные по энергетике. Уточнённые данные и понимание мирового потребления энергии позволяют выявить системные тенденции и шаблоны, сформировать текущие вопросы энергетики и принять оптимальные для всех решения.
Идет постоянная работа над повышением энергоэффективности и энергосбережения.
Растёт роль возобновляемых источников энергии. В 2018 году доля возобновляемых источников энергии в производстве электроэнергии составила 26 %, вместе с ядерной энергетикой — 36,1 %.
| Потребление энергии в разрезе источников, ПВт·ч | Потребление энергии в разрезе источников, ПВт·ч | Потребление энергии в разрезе источников, ПВт·ч | Потребление энергии в разрезе источников, ПВт·ч | Потребление энергии в разрезе источников, ПВт·ч |
|                                                 | Ископаемые                                      | Атомные                                         | Возобновляемые                                  | Итого                                           |
| ----------------------------------------------- | ----------------------------------------------- | ----------------------------------------------- | ----------------------------------------------- | ----------------------------------------------- |
| 1990                                            | 83,374                                          | 6,113                                           | 13,082                                          | 102,569                                         |
| 2000                                            | 94,493                                          | 7,857                                           | 15,337                                          | 117,687                                         |
| 2008                                            | 117,076                                         | 8,283                                           | 18,492                                          | 143,851                                         |
| Изменение 2000—2008                             | 22,583                                          | 0,426                                           | 3,155                                           | 26,164                                          |

1 ПВт·ч = 1012 кВт·ч

## Тенденции
Рост энергопотребления в странах G20 замедлился до 2 % в 2011 году вследствие экономического кризиса. На протяжении последних нескольких лет мировой спрос на энергию определяется растущими китайским и индийским рынками, в то время как развитые страны борются с замедлением экономики, высокими ценами на нефть, приводящими к сохранению или даже снижению потребления энергии.
По данным МЭА (Международное энергетическое агентство) с 1990 по 2008 год среднее потребление энергии на душу населения увеличилось на 10 %, тогда как население мира увеличилось на 27 %. Региональное потребление энергии также выросло с 1990 по 2008 год: на Ближнем Востоке — на 170 %, в Китае — на 146 %, в Индии — на 91 %, в Африке — на 70 %, в Латинской Америке — на 66 %, в США — на 20 %, в ЕС-27 — на 7 %, и всём мире — на 39 %.
В 2008 году общее мировое потребление энергии составило 474 ЭДж (474⋅1018 Дж = 132 000 ТВт·ч), что эквивалентно среднему энергопотреблению 15 ТВт. Годовой потенциал потребления энергии из возобновляемых источников: солнечной энергии — 1 575 ЭДж (438 000 ТВт·ч), энергии ветра — 640 ЭДж (178 000 ТВт·ч), геотермальной энергии — 5 000 ЭДж (1 390 000 ТВт·ч), биомассы — 276 ЭДж (77 000 ТВт·ч), гидроэнергии — 50 ЭДж (14 000 ТВт·ч) и энергии океана — 1 ЭДж (280 ТВт·ч).
Потребление энергии в странах G20 увеличились более чем на 5 % в 2010 году после небольшого падения в 2009 году. В 2009 году мировое потребление энергии сократилось впервые за 30 лет на -1,1 % (что эквивалентно 130 Мт нефти) в результате экономического кризиса, который сократил мировой ВВП на 0,6 % в 2009 году.
Сокращение энергопотребления стало результатом двух противоположных тенденций: значительного роста потребления энергии в нескольких развивающихся странах, в частности в Азии (+4 %), и падения потребления в странах ОЭСР на 4,7 % в 2009 году до уровня 2000 года. В Северной Америке, Европе и СНГ энергопотребление сократилось на 4,5 %, 5 % и 8,5 % соответственно в связи с замедлением экономической активности. Китай стал одним из крупнейших мировых потребителей энергии (18% от общего объема), увеличив его на 8 % в 2009 году (4 % в 2008 году). Нефть осталась важнейшим энергоресурсом с долей 33 %, несмотря на то, что его доля постоянно уменьшается. Уголь приобретает всё большую роль в мировом потреблении энергии: в 2009 году его доля составила 27 % от общего объёма.
Большая часть энергии потребляется в странах-производителях, поскольку дешевле транспортировать конечную продукцию, чем сырьё. В 2008 году доли экспорта в общем производстве энергии по видам топлива: нефти — 50 % (1 952/3 941 Мт), газа — 25 % (800/3 149 млрд м³), каменного угля — 14 % (793/5 845 Мт) и электроэнергии — 1 % (269/20 181 ТВт·ч).
После Чернобыльской катастрофы (1986) инвестиции в атомную энергетику были небольшими.
Потребление ископаемых энергоресурсов сильно выросло в 2000—2008 гг.
В 2013 году было инвестировано более 1600 млрд долларов, чтобы обеспечить энергией потребителей в мире, что в два раза больше по отношению к 2000 году; в повышение энергоэффективности вложены 130 млрд долларов. 
Растёт роль возобновляемых источников энергии: объем инвестиций составлял 60 млрд долларов в 2000 году, достиг максимума в 300 млрд долларов в 2011 году, и составил 250 млрд долларов в 2013 году. 
В добычу и транспортировку ископаемого топлива, переработку нефти и строительство тепловых электростанций на ископаемом топливе инвестировано 1100 млрд долларов (2013).
МЭА ожидает, основываясь на рассмотрении обязательств Парижского соглашения, охватывающего около 190 стран, что мировое потребление энергии к 2040 году увеличится на 30 % благодаря индустриализации Индии, Юго-Восточной Азии и Китая. 
При этом, потребление возобновляемой энергии растет самыми быстрыми темпами, потребление природного газа возрастает на 50 %, спрос на нефть достигнет пика к 2040 году, а использование угля не будет расти.
| Региональное потребление энергии (кВт·ч/душу и ПВт·ч) и рост в 1990–2008 (%) | Региональное потребление энергии (кВт·ч/душу и ПВт·ч) и рост в 1990–2008 (%) | Региональное потребление энергии (кВт·ч/душу и ПВт·ч) и рост в 1990–2008 (%) | Региональное потребление энергии (кВт·ч/душу и ПВт·ч) и рост в 1990–2008 (%) | Региональное потребление энергии (кВт·ч/душу и ПВт·ч) и рост в 1990–2008 (%) | Региональное потребление энергии (кВт·ч/душу и ПВт·ч) и рост в 1990–2008 (%) | Региональное потребление энергии (кВт·ч/душу и ПВт·ч) и рост в 1990–2008 (%) | Региональное потребление энергии (кВт·ч/душу и ПВт·ч) и рост в 1990–2008 (%) | Региональное потребление энергии (кВт·ч/душу и ПВт·ч) и рост в 1990–2008 (%) | Региональное потребление энергии (кВт·ч/душу и ПВт·ч) и рост в 1990–2008 (%) |
| | кВт·ч/душу                                                                   | кВт·ч/душу                                                                   | кВт·ч/душу                                                                   | Население (млн)                                                              | Население (млн)                                                              | Население (млн)                                                              | Потребление энергии (ПВт·ч)                                                  | Потребление энергии (ПВт·ч)                                                  | Потребление энергии (ПВт·ч)                                                  |
| | 1990                                                                         | 2008                                                                         | Рост                                                                         | 1990                                                                         | 2008                                                                         | Рост                                                                         | 1990                                                                         | 2008                                                                         | Рост                                                                         |
| --- | ---------------------------------------------------------------------------- | ---------------------------------------------------------------------------- | ---------------------------------------------------------------------------- | ---------------------------------------------------------------------------- | ---------------------------------------------------------------------------- | ---------------------------------------------------------------------------- | ---------------------------------------------------------------------------- | ---------------------------------------------------------------------------- | ---------------------------------------------------------------------------- |
| США | 89 021                                                                       | 87 216                                                                       | – 2%                                                                         | 250                                                                          | 305                                                                          | 22%                                                                          | 22,3                                                                         | 26,6                                                                         | 20%                                                                          |
| ЕС-27 | 40 240                                                                       | 40 821                                                                       | 1%                                                                           | 473                                                                          | 499                                                                          | 5%                                                                           | 19,0                                                                         | 20,4                                                                         | 7%                                                                           |
| Ближний Восток | 19 422                                                                       | 34 774                                                                       | 79%                                                                          | 132                                                                          | 199                                                                          | 51%                                                                          | 2,6                                                                          | 6,9                                                                          | 170%                                                                         |
| Китай | 8 839                                                                        | 18 608                                                                       | 111%                                                                         | 1 141                                                                        | 1 333                                                                        | 17%                                                                          | 10,1                                                                         | 24,8                                                                         | 146%                                                                         |
| Латинская Америка | 11 281                                                                       | 14 421                                                                       | 28%                                                                          | 355                                                                          | 462                                                                          | 30%                                                                          | 4,0                                                                          | 6,7                                                                          | 66%                                                                          |
| Африка | 7.094                                                                        | 7 792                                                                        | 10%                                                                          | 634                                                                          | 984                                                                          | 55%                                                                          | 4,5                                                                          | 7,7                                                                          | 70%                                                                          |
| Индия | 4 419                                                                        | 6 280                                                                        | 42%                                                                          | 850                                                                          | 1 140                                                                        | 34%                                                                          | 3,8                                                                          | 7,2                                                                          | 91%                                                                          |
| Прочие* | 25 217                                                                       | 23 871                                                                       | -5%                                                                          | 1 430                                                                        | 1 766                                                                        | 23%                                                                          | 36,1                                                                         | 42,2                                                                         | 17%                                                                          |
| Весь мир | 19 422                                                                       | 21 283                                                                       | 10%                                                                          | 5 265                                                                        | 6 688                                                                        | 27%                                                                          | 102,3                                                                        | 142,3                                                                        | 39%                                                                          |
| Источник: МЭА/ОЭСР, Население ОЭСР/Мировой Банк - Потребление энергии = кВт·ч/душу * население = ПВт·ч - Прочие: рассчитывается математически, например, включает страны в Азии и Австралию. Потребление энергии различается между прочими странами, например, в Австралии, Японии и Канаде потребление энергии на душу населения выше, чем в Бангладеш и Бирме. |                                                                              |                                                                              |                                                                              |                                                                              |                                                                              |                                                                              |                                                                              |                                                                              |                                                                              |

### Оценки мировых энергоресурсов
Большая часть мировых энергоресурсов приходится на трансформацию солнечной энергии на поверхности планеты в другие формы. Часть этой энергии сохранилась в виде ископаемых энергоресурсов, часть прямо или косвенно можно использовать, например, при помощи ветровых, солнечных, гидро- или волновых электростанций. 
Количество энергии, измеренное спутниками, примерно равна 1 368 Вт/м² и колеблется на 6,9 % в течение года в связи с различной удаленностью Земли от Солнца. Общее количество солнечной энергии, получаемой планетой, примерно равно 89 ПВт.
Оценки оставшихся мировых невозобновляемых энергоресурсов разнятся, тогда как оставшиеся ископаемые энергоресурсы оцениваются в 0,4 ИДж (1 ИДж = 1024 Дж), а доступные ядерные энергоресурсы, такие как уран, превышают 2,5 ИДж. Ископаемые энергоресурсы можно оценить в 0,6-3,0 ИДж, если включить в оценку запасы гидратов метана, при условии, что они технически доступны. 
Поток солнечной энергии на Землю составляет 3,8 ИДж/год, что затмевает запасы всех невозобновляемых энергоресурсов.

## Последствия: выбросы
Выбросы углекислого газа от мировой энергетики составили 33 гигатонны в 2018 году и выросли на 1,7 % по сравнению с предыдущим годом. 
По данным МЭА за 2012 год — ограничить климатическое потепление 2 °C с каждым годом становится все более сложной и дорогостоящей задачей — если не будет принято никаких мер до 2017 года, весь допустимый объем выбросов CO2 будет исчерпан энергетической инфраструктурой уже в 2017 году.[обновить данные]

#### Попытки снижения
- Киотский протокол (2005)
- Парижское соглашение (2015)

По сценарию 450 ppm около 60 % мощности, сгенерированной в 2040 году, должно быть из возобновляемых источников энергии; 
средние выбросы от электрогенерации должны упасть до 80 грамм CO2 на КВт·час (в то время как в 2018 году они составляют 475 грамм CO2 на КВт·час).

## Производство энергии и конечное потребление
Общемировое производство энергии, как и конечное потребление отличаются от мирового использования энергии из-за различных потерь. Например, в 2008 году, мировое производство энергии было 143 ПВт·ч, а потребление всего 98 ПВт·ч. 
Потери энергии зависят от источника энергии и использованных технологий. КПД тепловых станций имеет фундаментальные ограничения, например АЭС теряют на нагрев окружающей среды около 70 %, и лишь около 30 % преобразуется в электричество (так, на 2008 все АЭС в мире произвели 8 ПВт·ч (около 5,8 % от всего производства), тогда как до потребителей дошло лишь 2,7 ПВт·ч).
Энергия может существовать в разных формах с различным качеством. Тепловая энергия, особенно при низких температурах носителя имеет низкое качество (лишь небольшая её доля может быть преобразована тепловой машиной в полезную работу), тогда как электричество является высококачественной формой энергии. Требуется порядка 3 кВт·ч энергии, хранимой в виде тепла с достаточно высокой температурой, чтобы произвести 1 кВт·ч электричества.
Учитывается также удобство хранения и транспортирования энергии. На 2018 год лидером выступает нефть и производные топлива. Считается, что даже при снижении EROEI ниже единицы добыча/синтез нефти будет продолжаться в силу удобства использования.

### По странам
Потребление энергии слабо коррелирует с ВВП и климатом, но существует большая разница даже между наиболее развитыми странами, такими как Япония и Германия, которые потребляют 6 кВт энергии на душу населения, и США с энергопотреблением 11,4 кВт на душу населения. В развивающихся странах, особенно тех, которые находятся субтропических и тропических широтах, например, в Индии, энергопотребление на душу населения составляет около 0,7 кВт; Бангладеш имеет минимальное энергопотребление, равное 0,2 кВт на душу населения.

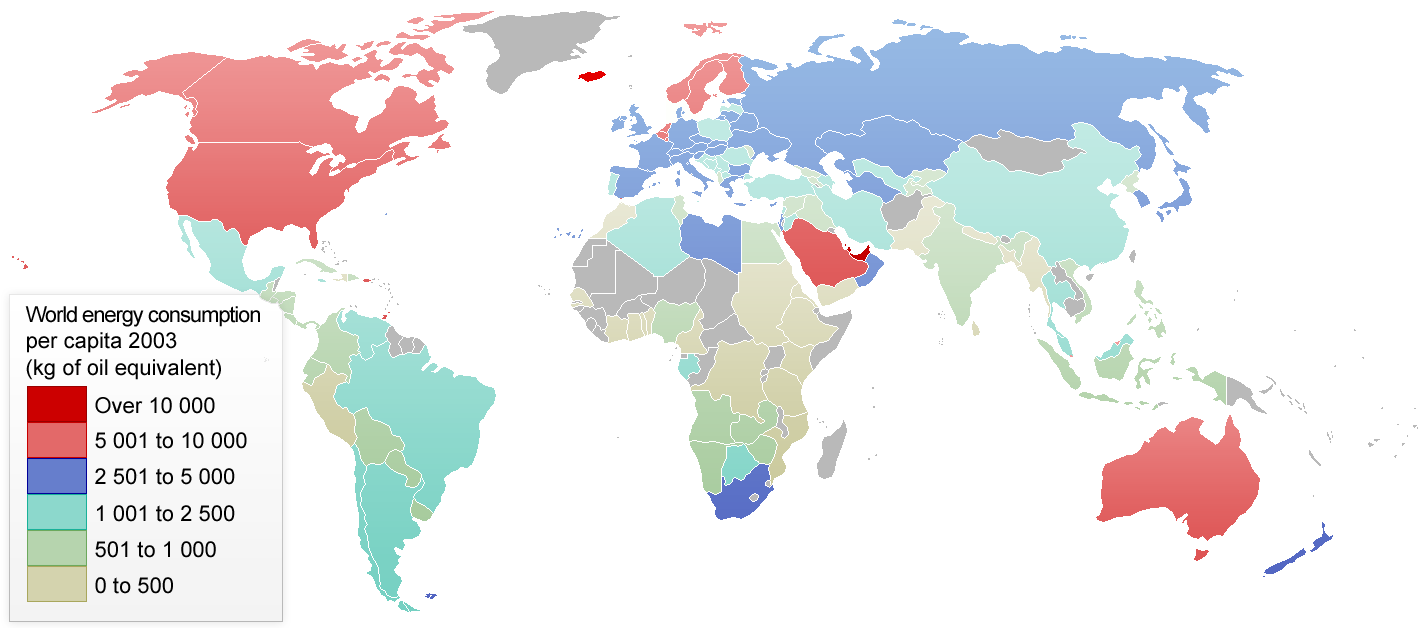
Карта мирового потребления энергии на душу населения, основанная на данных МЭА за 2003 год.

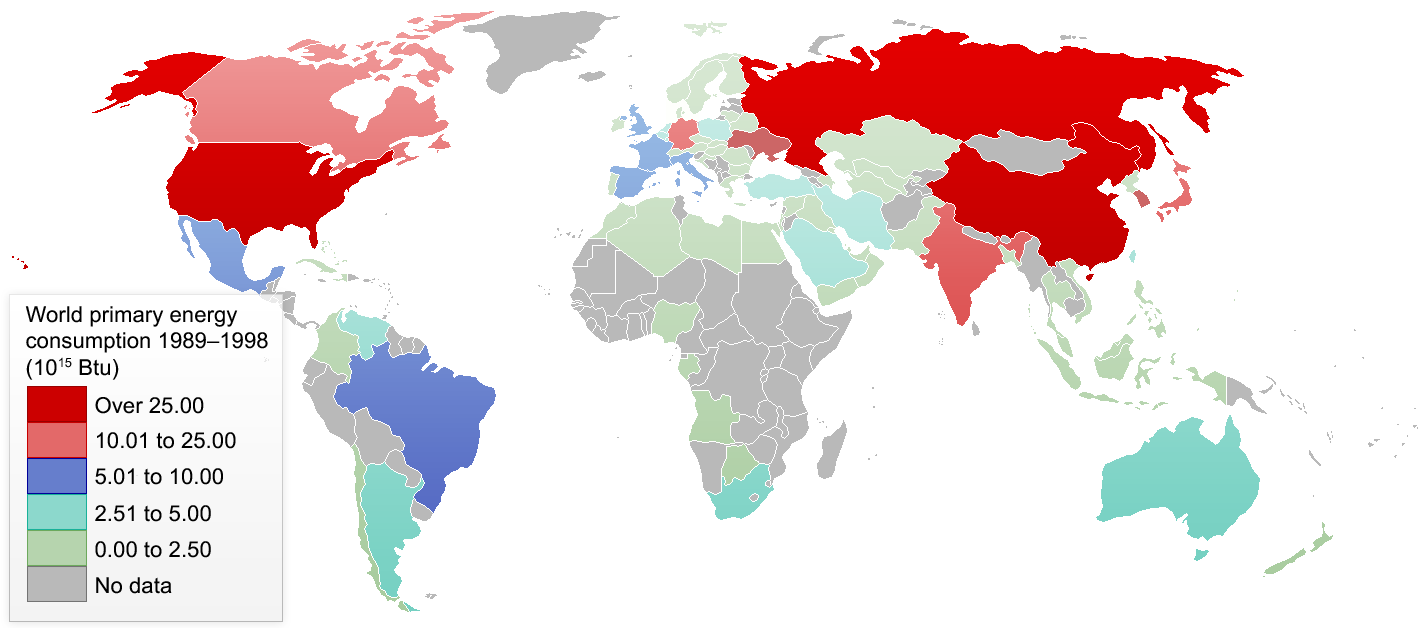
Мировое потребление энергии с 1989 по 1999 год.

США потребляют 25 % мировой энергии, имея 22 % мирового ВВП и 4,59 % населения мира.. 
Наиболее значительный рост потребления энергии в настоящее время приходится на Китай, которое растёт на 5,5 % в год в последние 25 лет; его население (1,3 млрд человек, 19,6 % населения мира) потребляет энергию в размере 1,6 кВт на душу населения.
Одной из мер энергоэффективности страны является энергоёмкость, которая показывает какое количество энергии нужно стране, чтобы произвести один доллар ВВП.

### Нефть
В 2013 году на Саудовскую Аравию, Россию и США приходилось 36,6 % мировой добычи нефти. 
На Саудовскую Аравию, Россию и Нигерию приходилось (на 2012 год) 37 % экспорта нефти.
| Топ-10 производителей нефти, млн тонн | Топ-10 производителей нефти, млн тонн | Топ-10 производителей нефти, млн тонн | Топ-10 производителей нефти, млн тонн | Топ-10 производителей нефти, млн тонн | Топ-10 производителей нефти, млн тонн | Топ-10 производителей нефти, млн тонн | Топ-10 производителей нефти, млн тонн | Топ-10 производителей нефти, млн тонн |
|                                       |                                       | 2005                                  | 2008                                  | 2009                                  | 2010                                  | 2011                                  | 2013                                  | Доля, % 2013                          |
| ------------------------------------- | ------------------------------------- | ------------------------------------- | ------------------------------------- | ------------------------------------- | ------------------------------------- | ------------------------------------- | ------------------------------------- | ------------------------------------- |
| 1                                     | Саудовская Аравия                     | 519                                   | 509                                   | 452                                   | 471                                   | 517                                   | 540                                   | 13,1                                  |
| 2                                     | Россия                                | 470                                   | 485                                   | 494                                   | 502                                   | 510                                   | 525                                   | 12,8                                  |
| 3                                     | США                                   | 307                                   | 300                                   | 320                                   | 336                                   | 346                                   | 440                                   | 10,7                                  |
| 4                                     | Китай                                 | 183                                   | 190                                   | 194                                   | 200                                   | 203                                   | 208                                   | 5,1                                   |
| 5                                     | Канада                                | 143                                   | 155                                   | 152                                   | 159                                   | 169                                   | 193                                   | 4,7                                   |
| 6                                     | Кувейт                                |                                       | 145                                   | 124                                   |                                       |                                       | 165                                   | 4,0                                   |
| 7                                     | Венесуэла                             | 162                                   | 137                                   | 126                                   | 149                                   | 148                                   | 155                                   | 3,8                                   |
| 8                                     | ОАЭ                                   |                                       | 136                                   | 120                                   | 129                                   | 149                                   | 153                                   | 3,7                                   |
| 8                                     | Ирак                                  |                                       |                                       |                                       |                                       |                                       | 153                                   | 3,7                                   |
| 10                                    | Иран                                  | 205                                   | 214                                   | 206                                   | 227                                   | 215                                   | 151                                   | 3,7                                   |
| x                                     | Мексика                               | 188                                   | 159                                   | 146                                   | 144                                   | 144                                   |                                       |                                       |
| x                                     | Нигерия                               | 133                                   |                                       |                                       | 130                                   | 139                                   |                                       |                                       |
| x                                     | Норвегия                              | 139                                   |                                       |                                       |                                       |                                       |                                       |                                       |
| Всего                                 | Всего                                 | 3923                                  | 3941                                  | 3843                                  | 3973                                  | 4011                                  | 4117                                  | 100 %                                 |
| Топ-10                                | Топ-10                                | 62 %                                  | 62 %                                  | 61 %                                  | 62 %                                  | 63 %                                  |                                       | 65,3 %                                |

| Топ-10 экспортеров нефти, млн тонн | Топ-10 экспортеров нефти, млн тонн | Топ-10 экспортеров нефти, млн тонн | Топ-10 экспортеров нефти, млн тонн | Топ-10 экспортеров нефти, млн тонн |
|                                    |                                    | 2011                               | 2012                               | Доля, % 2012                       |
| ---------------------------------- | ---------------------------------- | ---------------------------------- | ---------------------------------- | ---------------------------------- |
| 1                                  | Саудовская Аравия                  | 333                                | 371                                | 18,7                               |
| 2                                  | Россия                             | 246                                | 239                                | 12,0                               |
| 3                                  | Нигерия                            | 129                                | 124                                | 6,2                                |
| 4                                  | Ирак                               | 94                                 | 119                                | 6,0                                |
| 5                                  | ОАЭ                                | 105                                | 118                                | 5,9                                |
| 6                                  | Кувейт                             |                                    | 103                                | 5,2                                |
| 7                                  | Венесуэла                          | 87                                 | 93                                 | 4,7                                |
| 8                                  | Канада                             |                                    | 90                                 | 4,5                                |
| 9                                  | Ангола                             | 84                                 | 84                                 | 4,2                                |
| 10                                 | Мексика                            | 71                                 | 66                                 | 3,3                                |
| x                                  | Иран                               | 126                                |                                    |                                    |
| x                                  | Норвегия                           | 78                                 |                                    |                                    |
| x                                  | Прочие                             | 609                                |                                    |                                    |
| Всего                              | Всего                              | 1962                               | 1985                               | 100 %                              |

### Природный газ
| Топ-10 производителей природного газа (млрд м³) | Топ-10 производителей природного газа (млрд м³) | Топ-10 производителей природного газа (млрд м³) | Топ-10 производителей природного газа (млрд м³) | Топ-10 производителей природного газа (млрд м³) | Топ-10 производителей природного газа (млрд м³) | Топ-10 производителей природного газа (млрд м³) | Топ-10 производителей природного газа (млрд м³) | Топ-10 производителей природного газа (млрд м³) |
|                                                 |                                                 | 2005                                            | 2008                                            | 2009                                            | 2010                                            | 2011                                            | 2013                                            | Доля, % 2013                                    |
| ----------------------------------------------- | ----------------------------------------------- | ----------------------------------------------- | ----------------------------------------------- | ----------------------------------------------- | ----------------------------------------------- | ----------------------------------------------- | ----------------------------------------------- | ----------------------------------------------- |
| 1                                               | США                                             | 517                                             | 583                                             | 594                                             | 613                                             | 651                                             | 689                                             | 19,8                                            |
| 2                                               | Россия                                          | 627                                             | 657                                             | 589                                             | 637                                             | 677                                             | 671                                             | 19,3                                            |
| 3                                               | Катар                                           |                                                 | 79                                              | 89                                              | 121                                             | 151                                             | 161                                             | 4,6                                             |
| 4                                               | Иран                                            | 84                                              | 121                                             | 144                                             | 145                                             | 149                                             | 159                                             | 4,6                                             |
| 5                                               | Канада                                          | 187                                             | 175                                             | 159                                             | 160                                             | 160                                             | 155                                             | 4,5                                             |
| 6                                               | Китай                                           |                                                 | 76                                              | 90                                              | 97                                              | 103                                             | 115                                             | 3,3                                             |
| 7                                               | Норвегия                                        | 90                                              | 103                                             | 106                                             | 107                                             | 106                                             | 109                                             | 3,1                                             |
| 8                                               | Нидерланды                                      | 79                                              | 85                                              | 79                                              | 89                                              | 81                                              | 86                                              | 2,5                                             |
| 9                                               | Саудовская Аравия                               | 70                                              |                                                 |                                                 | 82                                              | 92                                              | 84                                              | 2,4                                             |
| 10                                              | Алжир                                           | 93                                              | 82                                              | 81                                              |                                                 |                                                 | 80                                              | 2,3                                             |
| х                                               | Индонезия                                       | 77                                              | 77                                              | 76                                              | 88                                              | 92                                              |                                                 |                                                 |
| x                                               | Великобритания                                  | 93                                              |                                                 |                                                 |                                                 |                                                 |                                                 |                                                 |
| Всего                                           | Всего                                           | 2 872                                           | 3 149                                           | 3 101                                           | 3 282                                           | 3 388                                           | 3479                                            | 100 %                                           |
| Топ-10                                          | Топ-10                                          | 67 %                                            | 65 %                                            | 65 %                                            | 65 %                                            | 67 %                                            |                                                 | 66,4 %                                          |

| Топ-10 импортёров природного газа (млрд м³) | Топ-10 импортёров природного газа (млрд м³) | Топ-10 импортёров природного газа (млрд м³) | Топ-10 импортёров природного газа (млрд м³) | Топ-10 импортёров природного газа (млрд м³) | Топ-10 импортёров природного газа (млрд м³) | Топ-10 импортёров природного газа (млрд м³) | Топ-10 импортёров природного газа (млрд м³) | Топ-10 импортёров природного газа (млрд м³) |
|                                             |                                             | 2005                                        | 2008                                        | 2009                                        | 2010                                        | 2011                                        | 2013                                        | Доля, % 2013                                |
| ------------------------------------------- | ------------------------------------------- | ------------------------------------------- | ------------------------------------------- | ------------------------------------------- | ------------------------------------------- | ------------------------------------------- | ------------------------------------------- | ------------------------------------------- |
| 1                                           | Япония                                      | 81                                          | 95                                          | 93                                          | 99                                          | 116                                         | 123                                         | 14,7                                        |
| 2                                           | Германия                                    | 91                                          | 79                                          | 83                                          | 83                                          | 68                                          | 76                                          | 9,0                                         |
| 3                                           | Италия                                      | 73                                          | 77                                          | 69                                          | 75                                          | 70                                          | 62                                          | 7,4                                         |
| 4                                           | Южная Корея                                 | 29                                          | 36                                          | 33                                          | 43                                          | 47                                          | 53                                          | 6,3                                         |
| 5                                           | Китай                                       |                                             |                                             |                                             |                                             |                                             | 49                                          | 5,9                                         |
| 6                                           | Турция                                      | 27                                          | 36                                          | 35                                          | 37                                          | 43                                          | 45                                          | 5,4                                         |
| 7                                           | Франция                                     | 47                                          | 44                                          | 45                                          | 46                                          | 41                                          | 43                                          | 5,1                                         |
| 8                                           | Великобритания                              |                                             | 26                                          | 29                                          | 37                                          | 37                                          | 39                                          | 4,7                                         |
| 9                                           | США                                         | 121                                         | 84                                          | 76                                          | 74                                          | 55                                          | 37                                          | 4,4                                         |
| 10                                          | Испания                                     | 33                                          | 39                                          | 34                                          | 36                                          | 34                                          | 30                                          | 3,6                                         |
| х                                           | Украина                                     | 62                                          | 53                                          | 38                                          | 37                                          | 44                                          |                                             |                                             |
| x                                           | Нидерланды                                  | 23                                          |                                             |                                             |                                             |                                             |                                             |                                             |
| Всего                                       | Всего                                       | 838                                         | 783                                         | 749                                         | 820                                         | 834                                         | 836                                         | 100 %                                       |
| Топ-10                                      | Топ-10                                      | 70 %                                        | 73 %                                        | 71 %                                        | 69 %                                        | 67 %                                        |                                             | 66,5 %                                      |
| Доля импорта                                | Доля импорта                                | 29 %                                        | 25 %                                        | 24 %                                        | 25 %                                        | 25 %                                        |                                             |                                             |

### Уголь
В 2002—2012 годах около половины прироста потребления энергии приходилось на уголь, опережая прирост мощностей всех возобновляемых источников энергии. В 2013 году мировая добыча достигла максимума 9 миллиардов тонн в год
| Топ-10 производителей угля, млн тонн   | Топ-10 производителей угля, млн тонн | Топ-10 производителей угля, млн тонн | Топ-10 производителей угля, млн тонн | Топ-10 производителей угля, млн тонн | Топ-10 производителей угля, млн тонн | Топ-10 производителей угля, млн тонн | Топ-10 производителей угля, млн тонн | Топ-10 производителей угля, млн тонн |
|                                        |                                      | 2005                                 | 2008                                 | 2009                                 | 2010                                 | 2011                                 | 2013                                 | Доля, % 2013                         |
| -------------------------------------- | ------------------------------------ | ------------------------------------ | ------------------------------------ | ------------------------------------ | ------------------------------------ | ------------------------------------ | ------------------------------------ | ------------------------------------ |
| 1                                      | Китай                                | 2226                                 | 2761                                 | 2971                                 | 3162                                 | 3576                                 | 3561                                 | 45,5                                 |
| 2                                      | США                                  | 1028                                 | 1076                                 | 985                                  | 997                                  | 1004                                 | 904                                  | 11,6                                 |
| 3                                      | Индия                                | 430                                  | 521                                  | 561                                  | 571                                  | 586                                  | 613                                  | 7,8                                  |
| 4                                      | Индонезия                            | 318                                  | 284                                  | 301                                  | 336                                  | 376                                  | 489                                  | 6,3                                  |
| 5                                      | Австралия                            | 372                                  | 397                                  | 399                                  | 420                                  | 414                                  | 459                                  | 5,9                                  |
| 6                                      | Россия                               | 222                                  | 323                                  | 297                                  | 324                                  | 334                                  | 347                                  | 4,4                                  |
| 7                                      | ЮАР                                  | 315                                  | 236                                  | 247                                  | 255                                  | 253                                  | 256                                  | 3,3                                  |
| 8                                      | Германия                             |                                      |                                      |                                      |                                      | 189                                  | 191                                  | 2,4                                  |
| 9                                      | Польша                               | 160                                  | 144                                  | 135                                  | 134                                  | 139                                  | 143                                  | 1,8                                  |
| 10                                     | Казахстан                            | 79                                   | 108                                  | 101                                  | 111                                  | 117                                  | 120                                  | 1,5                                  |
| x                                      | Колумбия                             | 65                                   | 79                                   | 73                                   | 74                                   |                                      |                                      |                                      |
| x                                      | Прочие                               |                                      |                                      |                                      |                                      |                                      | 740                                  | 9,5                                  |
| Всего                                  | Всего                                | 5878                                 | 6796                                 | 6903                                 | 7229                                 | 7783                                 | 7823                                 | 100 %                                |
| Топ-10                                 | Топ-10                               | 89 %                                 | 87 %                                 | 88 %                                 | 88 %                                 |                                      | 90 %                                 |                                      |
| * включая каменный уголь и бурый уголь |                                      |                                      |                                      |                                      |                                      |                                      |                                      |                                      |

| Топ-10 импортёров угля, млн тонн | Топ-10 импортёров угля, млн тонн | Топ-10 импортёров угля, млн тонн | Топ-10 импортёров угля, млн тонн | Топ-10 импортёров угля, млн тонн | Топ-10 импортёров угля, млн тонн | Топ-10 импортёров угля, млн тонн | Топ-10 импортёров угля, млн тонн |
|                                  |                                  | 2005                             | 2008                             | 2009                             | 2010                             | 2011                             | 2013                             |
| -------------------------------- | -------------------------------- | -------------------------------- | -------------------------------- | -------------------------------- | -------------------------------- | -------------------------------- | -------------------------------- |
| 1                                | Китай                            | 25                               |                                  | 114                              | 157                              | 177                              | 320                              |
| 2                                | Япония                           | 178                              | 186                              | 165                              | 187                              | 175                              | 196                              |
| 3                                | Индия                            | 37                               | 58                               | 66                               | 88                               | 101                              | 178                              |
| 4                                | Южная Корея                      | 77                               | 100                              | 103                              | 119                              | 129                              | 127                              |
| 5                                | Тайвань                          | 61                               | 66                               | 60                               | 63                               | 66                               | 68                               |
| 6                                | Германия                         | 38                               | 46                               | 38                               | 45                               | 41                               | 50                               |
| 7                                | Великобритания                   | 44                               | 43                               | 38                               | 26                               | 32                               | 49                               |
| 8                                | Турция                           |                                  | 19                               | 20                               | 27                               | 24                               | 28                               |
| 9                                | Малайзия                         |                                  |                                  |                                  | 19                               | 21                               | 23                               |
| 10                               | Италия                           | 24                               | 25                               | 19                               | 22                               | 23                               | 20                               |
| x                                | Испания                          | 25                               | 19                               | 16                               |                                  |                                  |                                  |
| x                                | Франция                          |                                  | 21                               |                                  |                                  |                                  |                                  |
| x                                | США                              | 28                               |                                  |                                  |                                  |                                  |                                  |
| x                                | Прочие                           |                                  |                                  |                                  |                                  |                                  | 211                              |
| Всего                            | Всего                            | 778                              | 778                              | 819                              | 949                              | 1002                             | 1270                             |
| Топ-10                           | Топ-10                           | 69 %                             | 75 %                             | 78 %                             | 79 %                             | 79 %                             |                                  |
| Доля импорта                     | Доля импорта                     | 16 %                             | 13 %                             | 14 %                             | 15 %                             | 13 %                             |                                  |
| * 2005—2010 каменный уголь       |                                  |                                  |                                  |                                  |                                  |                                  |                                  |

### Энергия ветра
| Страна         | Ветровая мощность (МВт) ǂпредварительные данные | доля |
| -------------- | ----------------------------------------------- | ---- |
| Китай          | 62 733ǂ                                         | 26,3 |
| США            | 46 919                                          | 19,7 |
| Германия       | 29 060                                          | 12,2 |
| Испания        | 21 674                                          | 9,1  |
| Индия          | 16 084                                          | 6,7  |
| Франция        | 6 800ǂ                                          | 2,8  |
| Италия         | 6 747                                           | 2,8  |
| Великобритания | 6 540                                           | 2,7  |
| Канада         | 5 265                                           | 2,2  |
| Португалия     | 4 083                                           | 1,7  |
| Прочие         | 32 446                                          | 13,8 |
| Всего          | 238 351 МВт                                     | 100% |

| Страна         | Производство ветровой энергии, (ТВт·ч) | Доля |
| -------------- | -------------------------------------- | ---- |
| США            | 95,2                                   | 27,6 |
| Китай          | 55,5                                   | 15,9 |
| Испания        | 43,7                                   | 12,7 |
| Германия       | 36,5                                   | 10,6 |
| Индия          | 20,6                                   | 6,0  |
| Великобритания | 10,2                                   | 3,0  |
| Франция        | 9,7                                    | 2,8  |
| Португалия     | 9,1                                    | 2,6  |
| Италия         | 8,4                                    | 2,5  |
| Канада         | 8,0                                    | 2,3  |
| Прочие         | 48,5                                   | 14,1 |
| Всего          | 344,8 ТВт·ч                            | 100% |

## По отраслям экономики
| Мировое потребление энергии по отраслям экономики | Мировое потребление энергии по отраслям экономики | Мировое потребление энергии по отраслям экономики | Мировое потребление энергии по отраслям экономики | Мировое потребление энергии по отраслям экономики |
|                                                   | 2000                                              | 2008                                              | 2000                                              | 2008                                              |
|                                                   | ТВт·ч                                             | ТВт·ч                                             | %*                                                | %*                                                |
| ------------------------------------------------- | ------------------------------------------------- | ------------------------------------------------- | ------------------------------------------------- | ------------------------------------------------- |
| Промышленность                                    | 21 733                                            | 27 273                                            | 26,5                                              | 27,8                                              |
| Транспорт                                         | 22 563                                            | 26 742                                            | 27,5                                              | 27,3                                              |
| Личное потребление и услуги                       | 30 555                                            | 35 319                                            | 37,3                                              | 36,0                                              |
| Прочее                                            | 7 119                                             | 8 688                                             | 8,7                                               | 8,9                                               |
| Всего*                                            | 81 970                                            | 98 022                                            | 100                                               | 100                                               |
| Источник: МЭА 2010                                |                                                   |                                                   |                                                   |                                                   |

Промышленные потребители (сельское хозяйство, горнодобывающая промышленность, производство, строительство) потребляют около 37% от всей произведённой энергии в 15 млрд МВт·ч. Личный и коммерческий транспорт потребляет около 20%; личное отопление, освещение и электроприборы используют 11%; коммерческое потребление (освещение, отопление и охлаждение коммерческих зданий, водоснабжение и канализация) составляет около 5% от общего потребления энергии.
Оставшиеся 27 % мирового потребления энергии теряются при производстве и передаче электроэнергии. В 2005 году мировое потребление электроэнергии составило около 2 млрд МВт·ч, для производства которого было израсходовано около 5 млрд МВт·ч энергии, поскольку эффективность существующих электростанций составляет около 38 %. Новое поколение газовых ТЭЦ достигает значительно более высокой эффективности в 55 %. Но самым распространенным топливом для ТЭЦ в мире всё равно является уголь.

### Европейский Союз
Европейское агентство по окружающей среде (EEA) учитывает только конечное потребление энергии (т.е. не включает энергию, потерянную при производстве и передаче электроэнергии) и считает, что транспорт использует 31,5 % конечного потребления энергии, промышленность — 27.6 %, домашние хозяйства — 25,9 %, сектор услуг — 11,4 % и сельское хозяйство — 3,7 %. Потребление энергии ответственно за большую часть выбросов парниковых газов (79 %), причём энергетический сектор ответственен за 31 %, транспорт — 19 %, промышленность — 13 %, домашние хозяйства — 9 %, прочие — 7 %.
В то время как энергоэффективность приобретает все большее значение для государственной политики, более 70 % угольных электростанций Европейского Союза имеют возраст более 20 лет и работают с эффективностью 32-40 %. Технологические разработки 1990-х годов позволили повысить эффективность до уровня 40-45 % в новых ТЭЦ. Однако, согласно оценке Европейской комиссии это все ещё ниже уровня наилучших существующих технологий (НСТ), которые имеют эффективность 46-49 %. Эффективность газовых ТЭЦ в среднем составляет 52 % по сравнению с 58-59 % наилучшей существующей технологии. Газовые и нефтяные котельные работают со средним КПД 36% (НСТ обеспечивает 47 %). Согласно той же оценке Европейской комиссии строительство новых эффективных ТЭЦ и повышение эффективности большинства действующих ТЭЦ до среднего КПД в 51,5 % в 2020 году приведет к уменьшению годового потребления 15 млрд м³ природного газа и 25 млн тонн угля.